# روس جينكنز
روس جينكنز (بالإنجليزية: Ross Jenkins) (4 نوفمبر 1951 في المملكة المتحدة - ) هو مدرب كرة قدم ولاعب كرة قدم بريطاني في مركز الهجوم. لعب مع كريستال بالاس ونادي واتفورد وواشنطن ديبلومتس ونادي إيسترن سبورتس.

## وصلات خارجية
- روس جينكنز على موقع قاعدة بيانات كرة القدم.إي يو (الإنجليزية)